# John Urry
John Richard Urry (Londres, 1 de junio de 1946-Lancaster, 18 de marzo de 2016) fue un sociólogo británico y profesor de la Universidad de Lancaster. Es conocido por su trabajo en los campos de la sociología del turismo, la movilidad, el ambientalismo y la globalización.
También escribió libros sobre muchos otros aspectos de la sociedad moderna, incluida la transición tardía del "capitalismo organizado", la sociología de la naturaleza y el ambientalismo, y la teoría social en general.

## Biografía
Nacido en Londres, Urry obtuvo sus primeros títulos en el Christ's College, Cambridge, en 1967, una «doble primera» licenciatura y maestría en Economía, antes de obtener su doctorado en sociología en la misma institución en 1972. Llegó al departamento de Sociología de la Universidad de Lancaster como docente en 1970, convirtiéndose en jefe de departamento en 1983 y en profesor en 1985. También fue decano de la Facultad de Ciencias Sociales (1989-1994). Desde 2003 hasta su fallecimiento fue director del Centro de Investigación sobre Movilidad.
Urry fue miembro de la Royal Society of Arts, académica fundadora de la Academia de Sociedades Aprendidas del Reino Unido para las Ciencias Sociales, y fue profesor visitante en los departamentos de Geografía de Bristol y Roskilde.
Su pareja era la socióloga Sylvia Walby.

### Trabajo
Sus intereses de investigación originales estaban en la sociología del poder y la revolución y esto dio como resultado la publicación de grupos de referencia y la teoría de la revolución (1973) y El poder en Gran Bretaña (1973). El trabajo temprano en Lancaster estaba en el área de la teoría social y la filosofía de las ciencias sociales. Social Theory As Science, (1975, 1982), coescrita con su colega Russell Keat, estableció las principales características de la filosofía realista de la ciencia. La confrontación crítica con una serie de tradiciones marxistas, del estructuralismo althusseriano, la teoría del estado alemán y la teoría neo-gramsciana, dio como resultado la Anatomía de las sociedades capitalistas (1981).
Considerado como uno de los sociólogos más relevantes, fue calificado como un sociólogo de sociólogos, vinculado con diversos campos, creador de nuevas líneas de investigación y ocupando la vanguardia en varias áreas. Su investigación se centró en sus últimos años en el estudio de los nuevos paradigmas de la movilidad  y su impacto en la sociedad del futuro. En este ámbito también reflexionó sobre el fenómeno del turismo global en clave de consumo y movimientos masivos, así como sobre el sector de la energía y el petróleo, y su efecto en la sociedad y el medio ambiente.
Escribió libros sobre muchos otros aspectos de la sociedad moderna, incluida la transición del «capitalismo organizado» —The End of Organized Capitalism—, la sociología de la naturaleza y el ambientalismo, y la teoría social en general. Publicó más de cuarenta de obras, tales como Social Theory as Science (1975 y 2015, con Russell Keat), The Tourist Gaze (1992), Mobilities (Polity, 2007), Mobil Lives (Routledge, 2010 con Anthony Elliott), Offshoring (Polity, 2014) o Post Petroleum (Loco, 2014). Al español se ha traducido Un mundo sin coches (Península, 2011 con Kingsley Dennis).
Urry fue miembro de la Royal Society of Arts y académico fundador de la Academia de Sociedades Científicas del Reino Unido para las Ciencias Sociales.